# Sidi Cheikh
Sidi Cheikh, de son nom Abdelkader ben Mohammed (en arabe : عبد القادر بن محمد), est un saint musulman algérien du XVIe siècle et le fondateur de la tribu et de la famille de noblesse religieuse des Ouled Sidi Cheikh. 
Il est l'un des saints fondateurs les plus vénérés du sud de l'Algérie. Son mausolée, situé à El Abiodh Sidi Cheikh, est un lieu de pèlerinage annuel pour de nombreux fidèles.

## Origine
Abdelkader Ben Mohammed est né l'an 1544, dans la région d'Arbaouat. Les écrits hagiographiques font remonter ses origines jusqu'au premier calife, Abou Bakr As-Siddiq. La famille a des origines qui remontent au XIVe siècle, dans la région de Béchar en Algérie, sous le nom de Boubekriya.
Le plus ancien et le plus connu de ses aïeuls dans la région, fut Sidi Muhammad ben Slimân al-Alî, dont la qoubba est vénérée de nos jours à Mascara. Celui-ci fut expulsé de Tunis à la suite de désordres religieux dont il aurait été l'instigateur. 
Les ancêtres de la famille ont joué un rôle dans la propagation de la doctrine malikite et ont purgé plusieurs villages berbères du kharidjisme. En effet, la région des hauts plateaux de l’Ouest algérien professait encore, et malgré la chute depuis des siècles des Rostémides.
De cette descendance, émergea Sidi ben Slimân ben Bousmâha (vers 1459-1539). Après avoir passé des années dans les écoles de théologie à Fès puis à Grenade, avant sa prise par les Espagnols en 1492. Il se consacra dans la piété et choisi comme maître initiateur Sidi Ahmed Benyoucef. En 1539, il décéda à Beni Ounif où il fut enterré laissant une postérité de trois enfants: Sidi Muhammad ; Ahmad al-Majdûb se fixa à Aïn Sefra ; et le troisième est Lalla Sfiya, qui fut patronne de Sfissifa, enterré à Tiout.
Muhammad, épousera une fille d’ascendance chérifienne et s’installera à Chellala Dahrania, dans les monts des Ksour. De cette union, est né Sidi Cheikh. Il mourut prés de Chellala, après avoir passé toute sa vie à nomadiser dans la région.
Sîdi Ahmâd Mâjdûb est considéré comme l'ancêtre éponyme de la tribu Awlâd Sîd Ahmâd Mâjdûb (à la frontière des actuelles wilayas de Naâma, Béchar et El Bayadh) et est également un saint. Lala Sfiya est la patronne de la tribu des Oulad al-Nahar.

## Formation et ascension

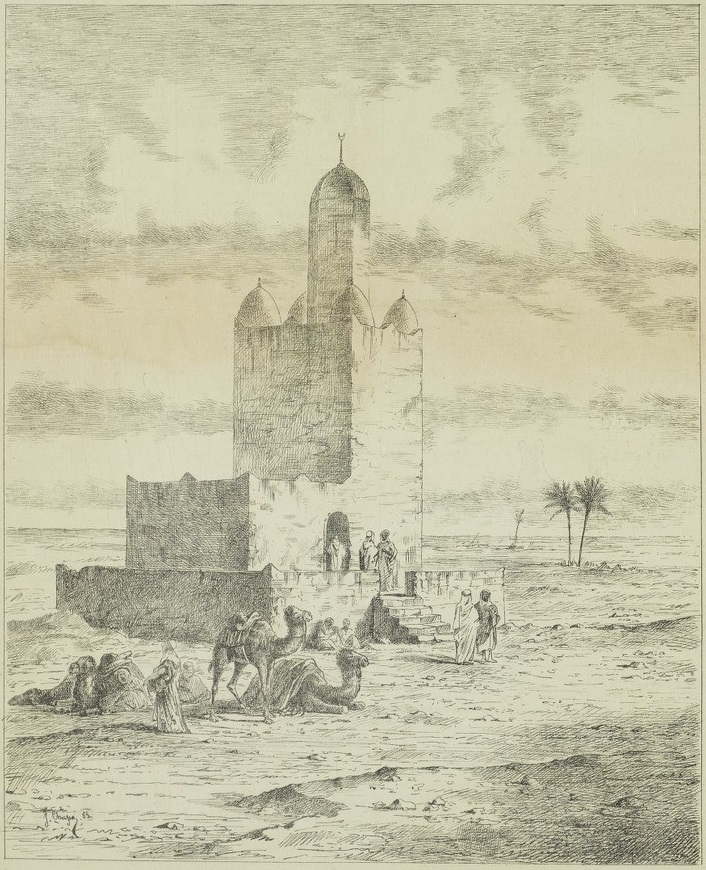
Kouba de Sidi Cheikh au XIXe siècle.

Dans sa jeunesse, Abd-al-Qâdar Ben Mohammed était attiré par la contemplation et la méditation, ce qui a amené son père à l'orienter vers l'initiation spirituelle. Il a été guidé par le saint marabout al-Hadj ben Amar qui l'a initié aux pratiques mystiques. Ses qualités mystiques ont rapidement été reconnues et il a entrepris un voyage de pèlerinage (siyyaha) à travers le Maghreb, avant de fonder une zawiya à Moghrar en 1612.
Bien qu'il n'ait pas été attiré par l'enseignement, Abd-al-Qâdar a consacré son temps à visiter les saints et les tombeaux.
A Tlemcen, il fit une halte pour faire ses dévotions à la sépulture de Sidi Boumediene, puis finalement à Miliana il se recueilli sur le tombeau de Sidi Ahmed Benyoucef. Il a répandu ses prêches et ses doctrines tout au long de son périple, jusqu'à Constantine. À son retour, une foule d'adeptes s'est pressée à sa zawiya.
Il a également cherché à répondre aux accusations de son rival traditionnel Abû Mahallî, qui le blâmait en tant qu'innovateur (mubtadi). Pour répondre à ces critiques, il a composé son poème mystique al-Yaqut, dans le but de justifier la bonne voie de ses préceptes. Abd-al-Qâdar a acquis une grande renommée pour sa sainteté, qui a dépassé les frontières du grand sud. 
Il est devenu une source importante de dictons satiriques de l'hagiographie maghrébine, comme Sidi Ahmed Benyoucef. Bien qu'il ait été considéré comme un marabout et un saint/soufi, il ne cherchait apparemment pas le pouvoir politique, contrairement à certains de ses descendants. 
Au lieu de cela, il se concentrait sur ses missions religieuses et ses ambitions d'initiateur. Il s'est rendu dans le Sud pour fonder un autre institut à El Abiodh, où des adhérents sont venus de partout pour assister à ses séminaires et renforcer la notoriété de sa descendance.

## Mort et postérité

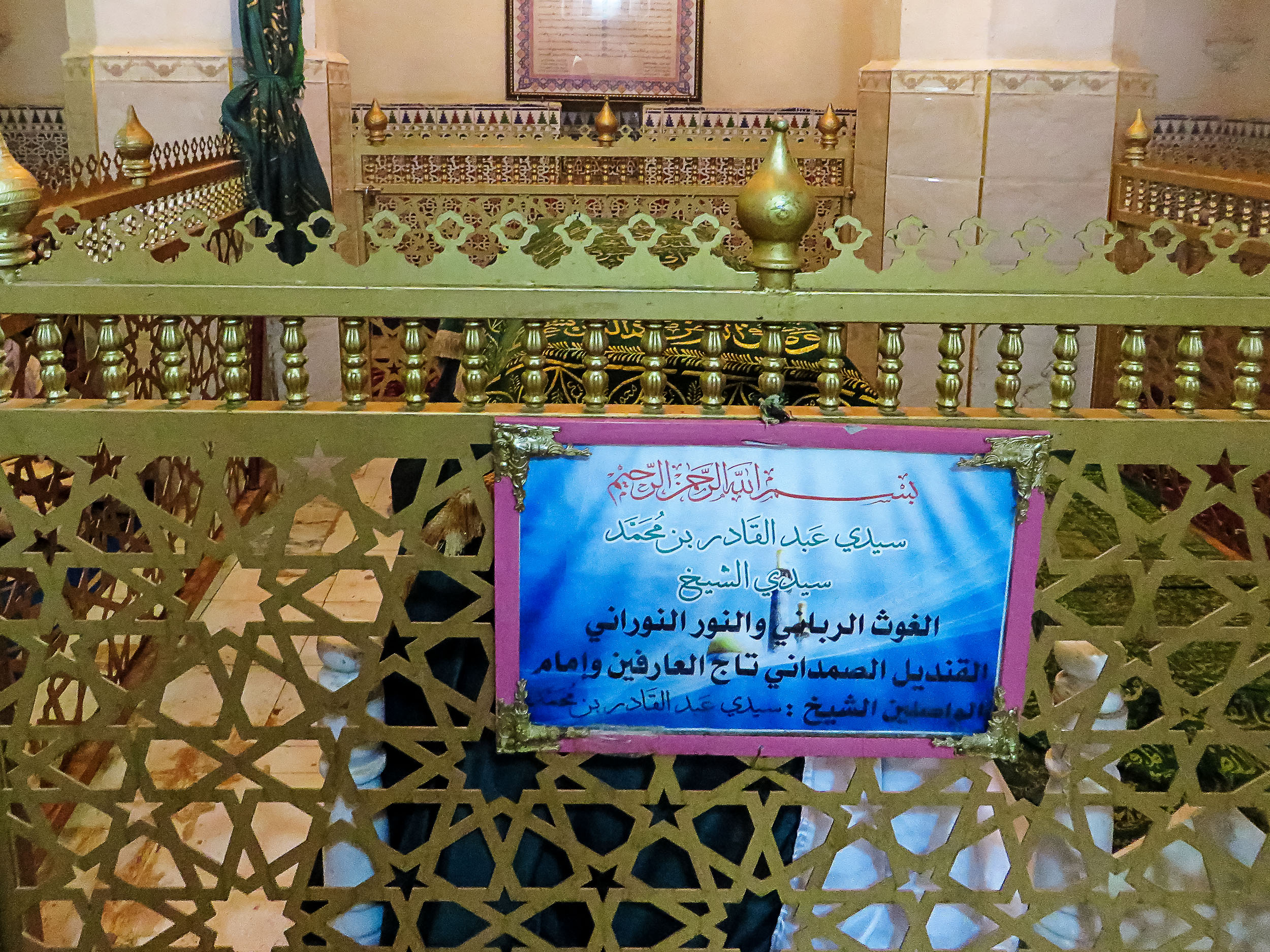
Tombeau de Sidi Cheikh.

Sidi Cheikh mourut en 1615, à l'âge de 72 ans, à Qasr Stitân, situé à quelques kilomètres à l'est d'El Abiodh, ayant pressenti l'approche de sa fin. Selon la tradition, il recommanda à ses néophytes de placer son corps sur une chamelle blanche afin de choisir le lieu de sa dernière demeure.
Sidi Cheikh laissa derrière lui un nombre indéfini de disciples qui ont répandu sa doctrine à travers le Sahara, faisant rayonner son enseignement. Il fut le saint fondateur de la famille de noblesse religieuse des Ouled Sidi Cheikh, qui s'est distinguée par la suite. Il est l'un des saints fondateurs les plus vénérés du Sud algérien. Il a construit de son vivant la Zaouïa de Sidi Cheikh.
Il est connu dans l'histoire de l'Algérie pour avoir donné un enseignement reconnu au mysticisme, ayant eu plusieurs élèves. H. Boubakeur a compilé certains de ses poèmes mystiques. Il a également eu dix-huit enfants et de nombreux descendants.
Il est à l’origine d’une grande tribu, et d’une confrérie puissante : la Shâkhîya. Merad Boudia parle de la « principauté » des Ouled Sidi Cheikh qui apparaît au XVIIe siècle dans le Sud Oranais.
Sidi Cheikh a fondé une tribu et une tariqa, et il est difficile de nos jours de faire la distinction entre ses descendants et ses adeptes. Il était reconnu pour son savoir et était très vénéré. De nombreuses personnes se sont mises à son service pour bénéficier de sa baraka, y compris les âbîd (esclaves), et les khûddâm, que l'on traduit communément par le terme « travailleur ». Les khûddâm se distinguaient des âbîd car ils se plaçaient volontairement sous le patronage de Sidi Cheikh.
Sidi Cheikh a créé une communauté de producteurs de dattes et de nomades spécialisés dans le commerce des caravanes, dont le siège était un centre de prière et de méditation qui représentait la ville dans la campagne.
Selon les récits, avant sa mort, Sidi Cheikh aurait transmis les clefs de sa zaouïa à ses âbîd et khûddâm, car ceux-ci témoignaient d'une plus grande bonne volonté et d'un plus grand dévouement que ses propres descendants. Ce changement dans la transmission de l'héritage, basé sur le mérite plutôt que sur les liens du sang, a permis aux âbîd et aux khûddâm de revendiquer une part de son héritage spirituel et matériel, en plus de ses descendants qui ont bénéficié de sa baraka. Ainsi, la gloire et le culte de son nom ne sont pas le monopole de ses seuls descendants, ce qui explique en partie le développement de la târîqa au profit de la tribu.
Une waâda annuelle (une sorte de pèlerinage) appelée « rekb Sidi Cheikh » est organisé par les habitants de la région dans la ville d'El Abiodh Sidi Cheikh, en mémoire du saint homme de la région. Ce pèlerinage est classé au patrimoine mondial immatériel protégé de l'Unesco, depuis 2013.